# Lambertus Bicker
Lambertus Bicker, auch Lambertus Bikker oder Lambert Bicker (* 1. April 1732 in Rotterdam; † 14. September 1801 ebenda) war ein niederländischer Mediziner, der in der zweiten Hälfte des 18. Jahrhunderts als praktischer Arzt und Physicus in Rotterdam wirkte.

## Leben
Lambertus Bicker war ein Sohn von Arnoldus Bicker und Heyndrina Alida van Schilfgaerden. Er studierte ab 1754 an der Universität Leiden Medizin, promovierte unter dem Rektor Johann Conrad Rücker am 8. August 1757 mit seiner Dissertation De natura humana, quae medicorum est zum Dr. der Medizin und wirkte später als praktischer Arzt und als Physicus in Rotterdam.
Lambertus Bicker war in der Zeit von 1763 bis 1801 Direktor der Hollandsche Maatschappij der Wetenschappen und wurde am 12. Dezember 1767 unter der Präsidentschaft des Mediziners Andreas Elias Büchner mit dem akademischen Beinamen Epimenides unter der Matrikel-Nr. 699 Mitglied der Kaiserlichen Leopoldino-Carolinischen Akademie der Naturforscher. Lambertus Bicker war von 1771 bis 1802 Direktor der Zeeuwsch Genootschap der Wetenschappen und wurde 1772 Mitglied der Zeeuwsch Genootschap der Wetenschappen.
Er war seit 1764 verheiratet mit Johanna Geertruida Caarten. 

## Schriften
- Lambertus Bikker: De natura humana, quae medicorum est. Specimen physiologico-medicum inaugurale, apud Joannem Bos, Lugduni Batavorum 1757 (Digitalisat)